# Holoparamecus franzi
Holoparamecus franzi là một loài bọ cánh cứng trong họ Endomychidae. Loài này được Rucker miêu tả khoa học năm 1985.